# زمان‌پریشی
زمان‌پریشی یا نابه‌هنگامی یا آناکرونیسم (به فرانسوی: Anachronisme) مغالطه‌ای گاه‌نگارانه است که طی آن فرد، رویداد، گفتار یا هر چیز دیگری مطابق با ارزش‌های زمان فعلی ارزیابی می‌کند. به عبارت دیگر فرد رویدادها یا شخصیت‌های تاریخی را با نگاه ارزشی امروزی تحلیل می‌نماید. استفاده از آناکرونیسم می‌تواند عمدی یا غیرعمدی باشد. در صورت عمدی ممکن‌است فردی که از این مغلطه بهره می‌برد هدف‌های طنزپردازانه، ادبی یا تحریک‌کننده داشته باشد. صورت غیرعمدی این مغلطه نیز از سر ناآگاهی فرد مغلطه‌کار خواهد بود.
واژهٔ آناکرونیسم ریشه یونانی دارد، ساخته شده از دو بخش ἀνά (آنا) به معنای دربرابر و χρόνος (خرونوس) به معنای زمان.